# Клан Суинтон

Герб вождей клана Суинтон

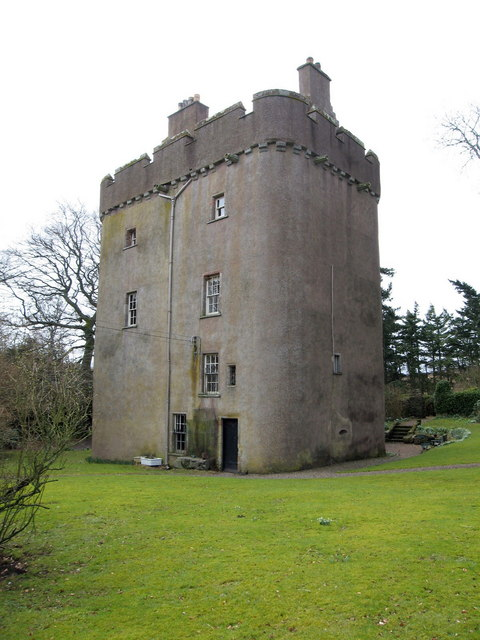
Замок Крэншос

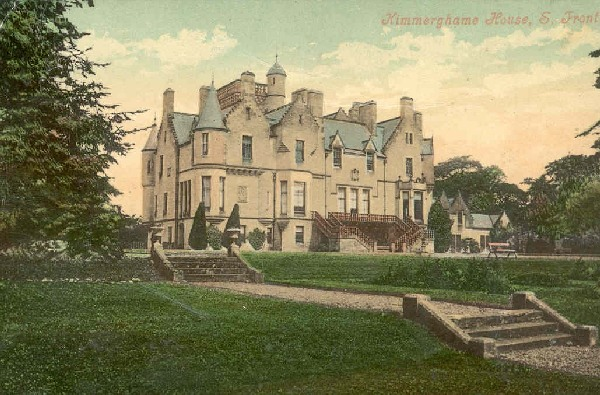
Замок Киммергем-хаус до пожара

Клан Суинтон (шотл. Clan Swinton) — один из кланов равнинной части Шотландии (Лоуленд).
- Девиз клана: J’espere — Я надеюсь (фр.)
- Земли клана: Бервикшир
- Вождь клана: Рольф Уильям Суинтон (шотл. — William Rolfe Swinton) — 36-й вождь клана Свинтон[1]
- Резиденция вождя клана: штат Монтана (США)
- Историческая резиденция вождя клана: Суинтон-хаус (Берикшир, Шотландия)[3].

## История клана Суинтон

### Происхождение клана Суинтон
Считается, что клан Суинтон имеет англосаксонское происхождение. Вожди клана Суинтон происходили из англосаксонских знати из королевства Нортумбрия. В раннем средневековье англосаксонское королевство Нортумбрия находилось на севере нынешней Англии на границе с Шотландией. Согласно легенде предки вождей клана Суинтон получили свою фамилию и соответственно название клана в результате победы над диким кабаном, который терроризировал окрестности. И название означает «победитель кабана». Но историки считают, что это легенда и что название клана имеет территориальное происхождения и происходят от названия поселка Свиневуд (шотл. — Swinewood) — «лес кабанов». Это поселок был в Берикшире. Этот поселок король Шотландии Эдгар, сын короля Шотландии Малкольма III, пожаловал приорату Колдингэм в 1098 году.
Где-то около 1136—1137 годов Эрнульф де Суинтон получил одну из первых королевских грамот на владение землей, которые известны историкам. Он получил грамоту он короля Шотландии Давида I. В грамоте, в частности, сказано, что: «…имеет право владеть этими землями свободно, как один из баронов короля». По сути Эрнульф де Суинтон является первым из шотландских феодальных рыцарей, которые известны из исторических источников.
Кроме Эрнульфа де Суинтона известны: его отец Удард (англ.-сакс. — Udard), его дед Лиульф (англ.-сакс. — Liulf) и его прадед Эадульф (англ.-сакс. — Eadulf), которые тоже владели этими землями. Считается, что Эадульф получил эту землю от короля Шотландии Малкольма III за верную службу и за поддержку в борьбе с Макбетом. По мнению историка Джеймса Лис-Милна Эадульф был первым феодалом Шотландии, чье право на земельную собственность может быть доказано, и, таким образом, именно клан Суинтон может доказать свое право на владение землями еще до нормандского завоевания Британских островов. Это делает род вождей клана Суинтон одним древнейших дворянских родов на Британских островах.
Клан владел баронствами Суинтон и Крэншос. Потом клан потерял земли Крэншос. Вожди клана до сих пор владеют титулом феодального барона и имеют многочисленные документы относительно этого.

### XIII—XIV века
В 1296 году король Англии Эдуард I Длинноногий, пользуясь тем, что королевский трон Шотландии оказался пустым, захватил Шотландию и заставил вождей шотландских кланов присягнуть ему на верность и подписать соответствующий документ — «Рагманские свитки». В этом документе есть имена вождя клана Генри де Суинтон и его брата Уильяма — священника церкви Суинтон. Правнуком Генри был сэр Джон Суинтон, который был известным воином во времена королей Шотландии Роберта II и Роберта III. В 1388 году он командовал отрядом воинов в битве при Оттерберне, где шотландцы разбили английскую армию. Второй его женой была Изабель Дуглас, графиня Мар, но у них не было детей. Третьей его женой стала принцесса Маргарет Стюарт (дочь Роберта Стюарта, 1-го герцога Олбани), которая родила ему сына, будущего сэра Джона Суинтона, 15-го вождя клана Суинтон.

### XV век
Клан Суинтон принимал участие в Столетней войне на стороне Франции. Он участвовал в битве при Боже (фр. — Baugé) и именно ему приписывают убийство в бою в поединке Томаса де Ланкастера, 1-го герцога Кларенса, младшего брата короля Англии Генриха V Завоевателя. Это описано, в частности, в поэме Вальтера Скотта «Песнь последнего менестреля». Сэр Джон Суинтон потом погиб во время битвы при Вернёе (фр. — Verneuil) в 1424 году.

### XVI век
В 1567 году сэр Джон Суинтон был одним из тех шотландских баронов, которые заключили союз для защиты несовершеннолетнего короля Шотландии Якова VI Стюарта против графа Ботвелла после его брака с матерью принца, королевой Шотландии Марией Стюарт.

### XVII век
В 1640 году сэр Александр Суинтон, 22-й вождь клана Суинтон, стал шерифом Бервикшира. Он умер в 1652 году, оставил шесть сыновей и пять дочерей. Его второй сын, еще один Александр Суинтон (ок. 1625—1700), был назначен судьей Верховного суда Шотландии в 1688 году. Он принял титул лорд Мерсингтон.
Его старший сын — Джон Суинтон (1621—1679) был полковником и командовал полком Бервикшира во время Гражданской войны на Британских островах. В 1651 году он попал в плен в сражении при Вустере. Его брат — Роберт Суинтон погиб, пытаясь захватить штандарт Оливера Кромвеля. В 1655 году Джон Суинтон был назначен лордом-протектором в Государственный совет, который он учредил для оказания помощи в управлении Шотландией. Он был самым доверенным человеком Оливера Кромвеля в Шотландии, и его поддержка Кромвеля и республиканцев привела к тому, что после Реставрации монархии он был арестован, и суд признал его виновным в «государственной измене» в 1661 году. Он избежал казни, но его имения были конфискованы, и он был брошен в тюрьму на шесть лет. Он, как считают некоторые историки, был основателем квакерства — религиозной секты протестантов. Его преемником стал его сын — Александр Суинтон в 1679 году, но он вскоре скончался.
Брат Александра — сэр Джон Суинтон стал 25-м лэрдом Суинтона. После успешной карьеры купца в Голландии он вернулся в Шотландию после Славной революции 1688 года, которая посадила на трон королевства Англии и Шотландии Вильгельма Оранского и его жену, королеву Марию II.

### XVIII век
В XVIII веке вожди клана Суинтон были депутатами парламента Шотландии, а затем депутатами парламента Великобритании. Вождь клана Суинтон был назначен Председателем Комитета по развитию торговли в Шотландии. Джон Свинтон, 27-й лэрд Суинтон. стал членом Верховного суда в 1782 году и принял титул лорд Суинтон.

## Вождь клана
В настоящее время (с 2007 года) 36-м вождем клана Суинтон является Рольф Уильям Суинтон (род. 20 января 1971). Его наследником должен стать его сын, Максим Джаспер Суинтон.

### Значимые представители в XX веке
- Капитан Джордж Суинтон (1859—1937), из линии Суинтон из Киммергема, он стал лордом Лайоном, герольдмейсером Шотландии, секретарем ордена Чертополоха с 1926 по 1929 год.
- Генерал-майор и писатель сэр Эрнест Суинтон (1868—1951) был военным и командовал танковыми подразделениями.
- Алан Арчибальд Кэмпбелл-Суинтон (англ. Alan Archibald Campbell-Swinton) (1863—1930) — один из изобретателей телевидения.
- Тильда Суинтон (род. 1960), выдающаяся британская актриса.

### Резиденции вождей клана
- Суинтон-хаус — это классический особняк. Современное сооружение построено в 1880 году на руинах древнего замка Суинтон. Древний замок был разрушен во время пожара в 1797 году. Землями вокруг замка клан владел со времен короля Шотландии Малкольма III — с XI века. В XIX веке эти земли стали собственностью клана Макнаб. Сейчас вождь клана Суинтон живет в США[3].
- Замок Крэншос — клан Суинтон владел этим замком с 1400 по 1702 год[3].
- Замок Киммергем-хаус— приобрел этот замок Арчибальд Суинтон после возвращения из Индии. Замок был перестроен в 1851 году архитектором Дэвидом Брайсом, но потом он сгорел в 1938 году и лишь частично восстановлен[3].
- Замок Литтл-Суинтон — у Колдстима. Клан Суинтон владел замком в XV веке, но замок был разрушен английской армией в 1482 году[3].
- Замок Мерсингтон-тауэр — когда-то этим замком владел клан Керр, но потом замок перешел к клану Суинтон. Замок был сожжен дотла английской армией в 1545 году. Властелин этого замка — лорд Мерсингтон был одним из тех, кто возглавил нападение на Королевскую часовню в Холируд во время протестантского бунта в 1688 году[3].
- Замок Стивенсон — у Пиблса. Сначала замком владел клан Суинтон, но потом как приданое замок перешел к клану Синклер в XVII веке[3].